# Bond scooters
Bond is een historisch Brits merk van auto's en scooters.
De bedrijfsnaam was: Sharp's Commercials Ltd., Preston.

## Voorgeschiedenis
Sharp's Commercials was bekend als de producent van de Bond Minicars. Dit waren dwergauto's die vooral door motorrijders werden gewaardeerd omdat ze met een motorrijbewijs mocht worden bestuurd en ook in de lage klasse van motorrijtuigenbelasting voor motorfietsen vielen. De naam "Bond" verwees naar Lawrie Bond, die in 1948 het ontwerp voor de eerste Minicar aan Sharp's had verkocht op voorwaarde dat zijn naam gebruikt zou worden. Lawrie Bond bleef aan Sharp's verbonden als adviseur en ontwerper, maar had intussen ook ervaring met tweewielers opgedaan met zijn eigen bedrijf Bond Aircraft & Engineering Co. (BAC). Het is dan ook heel waarschijnlijk dat Bond bij de ontwikkeling van de Bond-scooters betrokken was.

## Eerste serie: Bond P1 en P2
Aan het einde van de jaren vijftig besloot Sharp's Commercials in te springen op de grote vraag naar scooters en een geheel Britse scooter op de markt te brengen. Het eerste model uit 1958, de Bond P1, kreeg een 148cc-Villiers Mk 31C eencilinder-tweetaktmotor met drie versnellingen en geforceerde luchtkoeling, een buisframe en een glasvezel omhulling met een afsluitbaar kastje achter het schutbord aan de voorkant. De scooter had een apart voorspatbord dat met het wiel meedraaide, zoals dat bij de Italiaanse merken werd gedaan. Er was een duozadel gemonteerd dat aan de rechterkant scharnierde om de 10 liter-glasvezel-benzinetank bereikbaar te maken. Aan de voorkant zat een enkelzijdige geduwde schommelvork en aan de achterkant een enkelzijdige swingarm. Beiden werden afgeveerd met een schroefveer en een hydraulische schokdemper. Zoals bij de Bond Minicars was er een SIBA-dynastart toegepast. Dit was een startmotor die bij draaiende motor als dynamo ging werken. De pers was enthousiast over de P1 en al snel volgde de Bond P2, identiek maar met de 197cc-Villiers Mk 9E-motor met vier versnellingen die ook in de Bond Minicar Mark D zat. Beide modellen bleven tot eind 1959 in productie, maar de verkoopcijfers vielen tegen: er werden 943 P1's en 940 P2's verkocht.

## Tweede serie: Bond P3 en P4
Eind 1959 verschenen de hierziene modellen met verbeterde motoren, een gewijzigd frame en vooral een voorspatbord dat deel uitmaakte van de carrosserie, zoals ook Duitse merken als Heinkel toepasten, al was het bij de Bond-scooters wat minder fors uitgevoerd. Nog steeds vielen de verkoopcijfers tegen, ondanks een grote advertentiecampagne en deelname aan de Isle of Man-rally van 1958, 1959 en 1960. Vespa en Lambretta hadden een stevige greep op de Britse markt en Sharp's beëindigde in 1962 noodgedwongen de scooterproductie.